# Hostel
Hostel je vrsta smeštaja jeftinijeg tipa pa samim tim i manjeg komfora i kvaliteta smeštaja od hotela.
Usluge hostela koriste uglavnom mladi koji su na proputovanju ili kojima treba samo prenoćište za jednu noć, mada usluge hostela mogu koristiti svi ljudi kojima je potreban smeštaj.
Smeštaj je uglavnom u višekrevetnim sobama sa zajedničkim kupatilom, mada ekspanzijom turizma i sve veće potrebe za jeftinim smeštajem hosteli se sve više bliže komforu u hotelima, tj. postoji sve više ponuda u kojima su po povoljnim cenama dvokrevetne sobe sa sopstvenim kupatilom i to u samom centru grada. Priključak na Internet nude gotovo svi.
U Beogradu ih ima desetak.